# Feng-jüan
Feng-jüan (tradiční znaky: 豐原; zjednodušené znaky 丰原; tongyong pinyin: Fongyuán; hanyu pinyin: Fēngyuán; tchajwansky: Hong-goân ) je město na Tchaj-wanu ležící v centrální části stejnojmenného ostrova. Ve správním systému Čínské republiky bylo hlavním městem zaniklého okresu Tchaj-čung. Od roku 2010 administrativně patří pod speciální obec Tchaj-čung. Rozkládá se na ploše 41,18 km² a má 164 071 obyvatel (březen 2007).
Feng-jüan je znám svými potravinovými obchůdky, které se nacházejí východně od chrámu bohyně Ma-cu (媽祖廟; známý také jako Východní chrám – 廟東), a spoustou pekáren, které jsou situovány podél hlavní ulice Čung-čeng (中正路). Nejznámějším výrobkem je ananasový koláč Fong-li-su (鳳梨酥).